# Coupe d'Allemagne de hockey sur glace
La Coupe d'Allemagne est une compétition de hockey sur glace disputée par des clubs allemands.

## Champions
- 2002/03 Adler Mannheim
- 2003/04 Kölner Haie
- 2004/05 ERC Ingolstadt
- 2005/06 DEG Metro Stars
- 2006/07 Adler Mannheim
- 2007/08 Eisbären Berlin
- 2008/09 Grizzly Adams Wolfsburg

À partir de la saison 2009-2010 les clubs de la DEL ne participent plus à la Coupe d'Allemagne
- 2009/10 EHC München
- 2010/11 Starbulls Rosenheim
- 2011/12 Bietigheim Steelers
- 2012/13 Bietigheim Steelers

La compétition est arrêtée après la saison 2012/13.